# Morten Dons
Morten Dons (ur. 29 grudnia 1988 roku w Struer) – duński kierowca wyścigowy.

## Kariera
Dons rozpoczął karierę w międzynarodowych wyścigach samochodowych w 2011 roku od startów w Duńskiej Formule Ford, gdzie raz stanął na podium. Z dorobkiem 138 punktów został sklasyfikowany na szóstej pozycji w końcowej klasyfikacji kierowców. W późniejszych latach Duńczyk pojawiał się także w stawce edycji zimowej Formuły Ford NEZ, Ginetta GT5 Challenge Sweden, British GT Championship oraz European Le Mans Series.